# Faculdade de Direito da Universidade Federal do Ceará

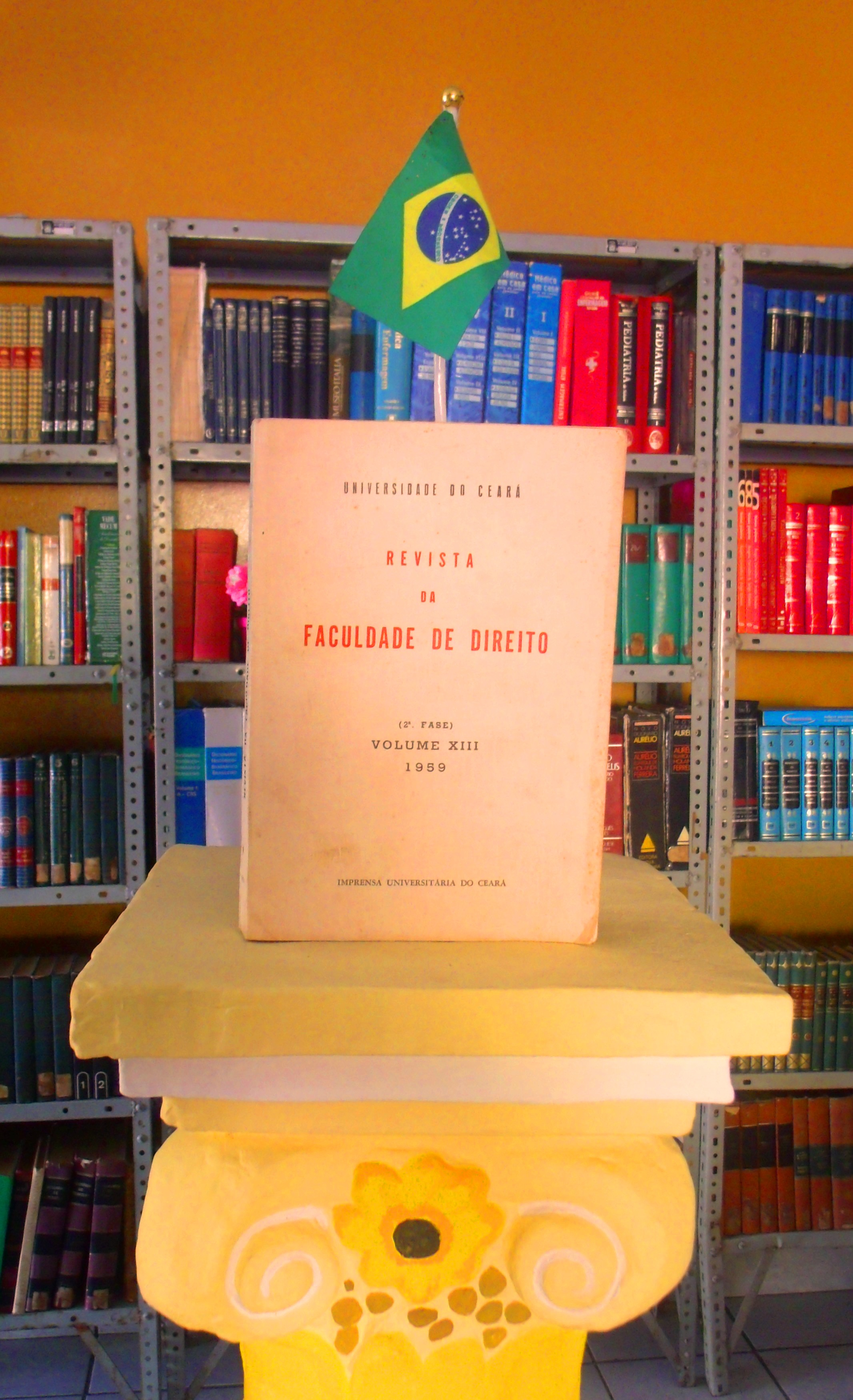
Edição de 1959 da Revista da Faculdade de Direito.

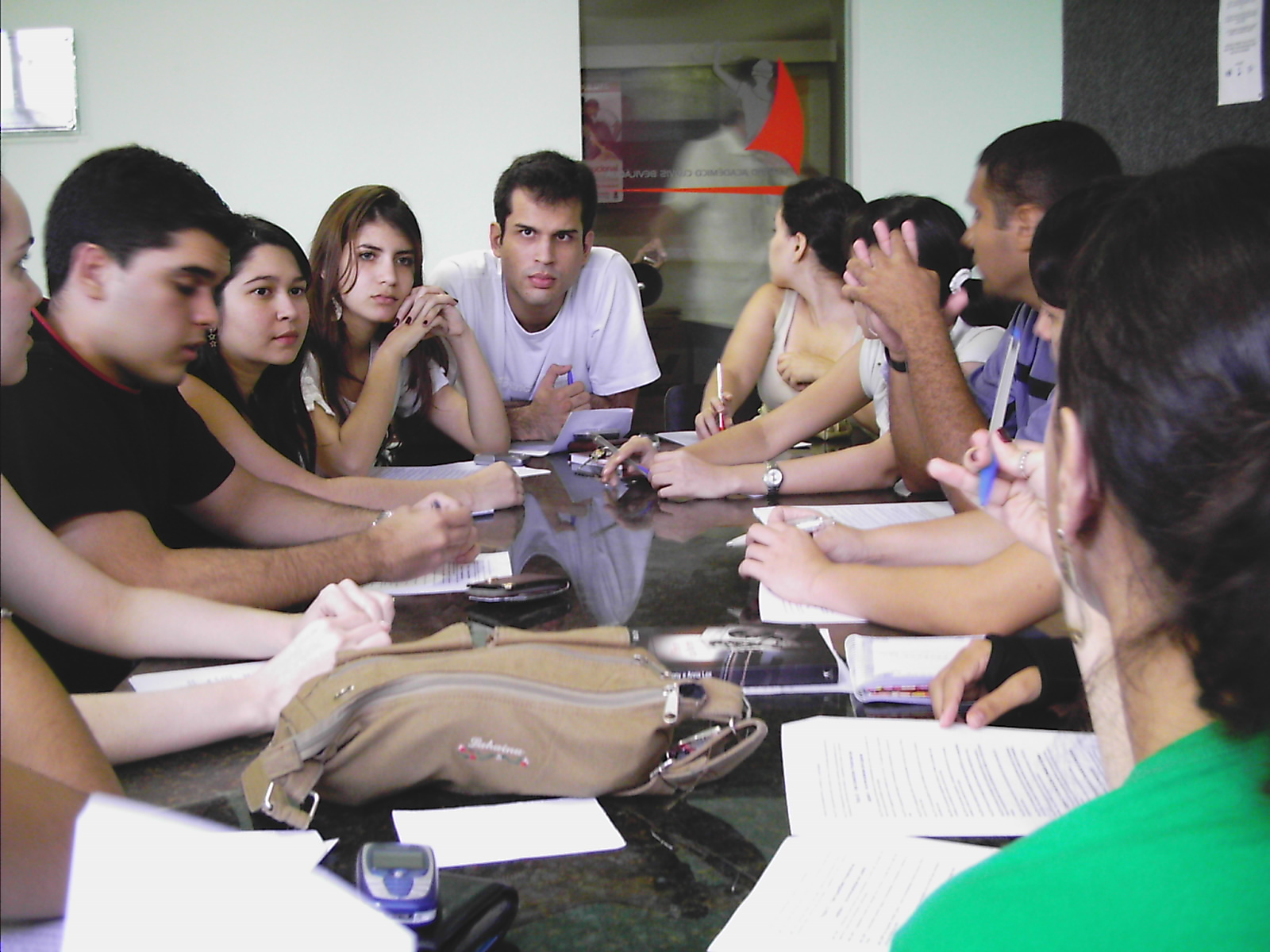
Alunos na sede reformada do CACB. Reforma feita em 2006

A Faculdade de Direito da Universidade Federal do Ceará, que surgiu como Faculdade de Direito do Ceará, é uma faculdade de direito de renome nacional. Fundada em 21 de fevereiro de 1903 em Fortaleza por Nogueira Accioli e Tomás Pompeu de Sousa Brasil, foi a primeira instituição de ensino superior do Ceará, tendo surgido antes mesmo da própria Universidade Federal do Ceará, sendo a terceira do eixo Norte-Nordeste.

## História
A faculdade de direito surgiu como "Academia Livre de Direito do Ceará" em 21 de fevereiro de 1903 por meio de uma reunião que ocorreu na Associação Comercial do Ceará. Estavam presentes Thomaz Pompeu, Antônio Augusto de Vasconcellos, Thomaz Accioly, Eduardo Studart, Sabino do Monte, Virgílio de Moraes, Alcântara Bilhar, Paulino Nogueira, Joaquim Pauleta e Francisco de Assis Bezerra de Menezes. Nessa ocasião foi aclamado primeiro diretor Antônio Pinto Nogueira Accioly.
O curso foi instalado em 1 de março no andar superior do antigo prédio da Assembleia Legislativa, hoje Museu do Ceará.
Ainda em 1903 a Academia foi estadualizada pela Lei nº 717 de 8 de agosto. Essa lei foi expedida por Pedro Borges que também expediu o regimento da faculdade. Ainda no ano de sua fundação surge o Instituto Acadêmico Clóvis Beviláqua criado pelos estudantes com o intuito de estimular os estudos de direito.
O prédio onde atualmente está localizada a Faculdade, situado à rua Meton de Alencar, de frente para a Praça Clóvis Beviláqua, foi inaugurado em 12 de março de 1938. Em 12 de maio desse mesmo ano o curso foi oficialmente reconhecido pelo Governo Federal através do Decreto-Lei Nº 421. 
Em dezembro 1954, por força da Lei Federal Nº 2.373, a Faculdade de Direito foi reunida com a Escola de Agronomia, a Faculdade de Medicina e a Faculdade de Farmácia e Odontologia com a finalidade de instituir a Universidade Federal do Ceará.

## Alunos ilustres
Dos bancos dessa Salamanca, que recebe este apelido por ter sido a pioneira do estado, e ter sido a Universidade de Salamanca, na Espanha, a primeira a oferecer o curso de Direito no mundo, passaram, como alunos e/ou professores inúmeras personalidades ilustres, de renome nacional e internacional, dentre os quais destaca-se: Afonso Banhos Leite, Andrade Furtado, Antônio Martins Filho, Agerson Tabosa, Alexandre Rodrigues de Albuquerque, Arnaldo Vasconcelos, Ciro Gomes, Djacir Menezes, Dolor Barreira, Ernani Barreira Porto, Germana de Oliveira Moraes, Francisco de Assis Filgueira Mendes, Heribaldo da Costa, Hildebrando Accioly, Joaquim de Figueiredo Correia, José Armando da Costa, Napoleão Nunes Maia, Otavio Luiz Rodrigues Junior, Hugo de Brito Machado, Paulo Bonavides, Paulo Sarasate, Pinto Madeira, Magnólia Lima Guerra, Fran Martins, Menezes Pimentel, Otávio Lobo, Raimundo Bezerra Falcão, Renato Aragão, Soriano Albuquerque, Wagner Turbay Barreira, Fávila Ribeiro, Willis Santiago Guerra Filho, Valmir Pontes Filho, dentre muitos outros. Quanto à presença das mulheres, pode-se citar Henriqueta Galeno (turma de 1914) E Germana de Oliveira Moraes, 1a juíza federal e conselheira do CNJ.
A faculdade dispõe de um auditório, que tem o nome do antigo professor de Direito comercial, fundador e primeiro reitor da Universidade Federal do Ceará: Antônio Martins Filho, que foi reinaugurado durante a “I Semana do Direito”, evento organizado pelo Centro Acadêmico Clóvis Beviláqua. O Auditório Reitor Martins Filho foi palco de exposições de personalidades lendárias, tais como Luís Carlos Prestes, Paulo Freire, Carlos Cossio, Robert Alexy, Jean Paul Sartre, Miguel Reale, Caio Mário da Silva Pereira, Orlando Gomes, Haroldo Valadão, Silvio Rodrigues, dentre diversos outros. Além disso, em 1959, sediou o I Congresso Nacional de Direito, ao qual se fizeram presentes, além do então Presidente da República, Juscelino Kubitschek de Oliveira, os mais renomados juristas do Brasil.

## Revista da Faculdade de Direito
Desde 1939 publica a Revista da Faculdade de Direito da Universidade Federal do Ceará um periódico semestral que primordialmente denominava-se Revista da Faculdade de Direito da Universidade do Ceará. É especializada em literatura jurídica.

## Centro Acadêmico
O Centro Acadêmico Clóvis Beviláqua (CACB) é o centro acadêmico mais antigo do Ceará tendo surgido nas primeiras décadas de funcionamento da faculdade. Homenagea ao grande civilista, autor do Código Civil de 1916, Clóvis Beviláqua. 
O CACB sobreviveu a questões estudantis da faculdade, tendo rivalizado com outras instituições, porém, em 1929, os estudantes passaram a ter no Centro Acadêmico Clóvis Beviláqua a sua única representação estudantil desde então.

## Graduandos
A Faculdade de Direito da Universidade Federal do Ceará, até dezembro de 2016, totalizava o equivalente a 958 alunos ativos integrantes do quadro de discentes.